# Дерева-екзоти
Дере́ва-екзо́ти — ботанічна пам'ятка природи місцевого значення в Україні. Розташована на північ від села Радомка Семенівського району Чернігівської області.

## Загальні відомості
Площа 3,2 га. Статус присвоєно згідно з рішенням Чернігівського облвиконкому від 27 квітня 1964 року № 236. Перебуває у віданні ДП «Семенівське лісове господарство» (Радомське л-во, кв. 62, уч. 2). 

## Завдання
Основним завданням пам'ятки природи «Дерева-екзоти» є охорона та збереження показової ділянки екзотичних дерев — бархата амурського.
- проведення наукових досліджень і спостережень;
- підтримання загального екологічного балансу в регіоні;
- поширення екологічних знань тощо.